# INAEM

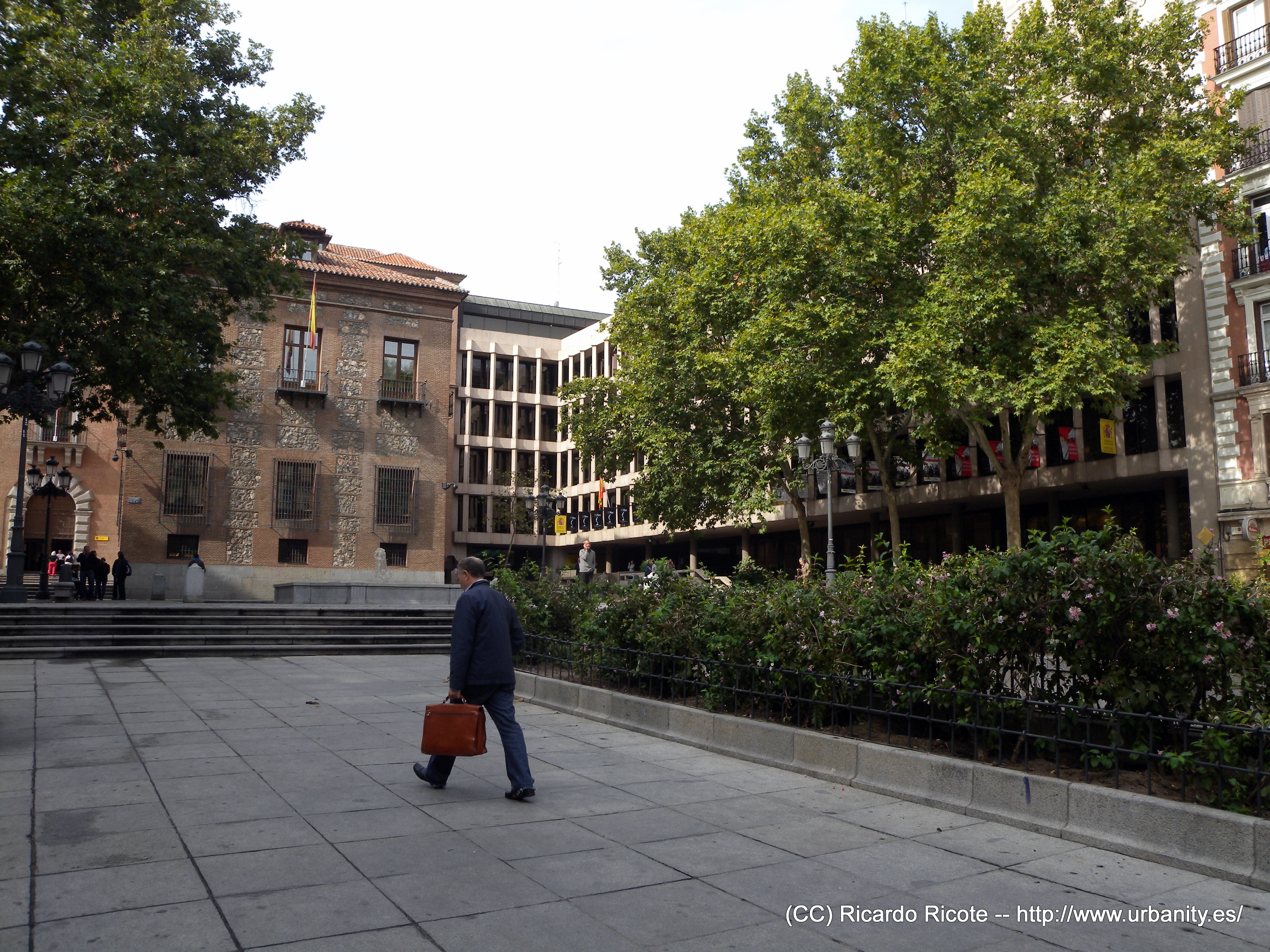
Das INAEM an der Plaza del Rey in Madrid

Das INAEM (Instituto Nacional de las Artes Escénicas y de la Música) ist eine spanische Behörde, die dem Ministerium für Kultur und Sport unterstellt ist.

## Zweck der Organisation
Das INAEM ist

«... responsable de la promoción, protección, difusión y proyección exterior de las artes escénicas y de la música en cualquiera de sus manifestaciones y de la comunicación cultural entre las comunidades autónomas en las materias propias del organismo, de acuerdo con ellas.»

„... zuständig für die Förderung, den Schutz, die Verbreitung und die Außendarstellung der darstellenden Künste und der Musik in jeglicher Erscheinungsform sowie, im Einvernehmen mit den Autonomen Gemeinschaften und im Rahmen seiner Zuständigkeit, für die kulturelle Kommunikation zwischen diesen.“

## Arbeitsfelder
Die Organisation nimmt für sich folgende Arbeitsfelder in Anspruch:
1. Direkte Aktion (Área de actuación directa):
  - Schöpfung, Inszenierung und Verbreitung von Eigen- und Koproduktionen in den Bereichen Live-Bühne und Musik;
  - Erhalt und Schutz des spanischen kulturellen Erbes durch ihr Dokumentationszentrum Centro de Documentación Nacional de las Artes Escénicas y de la Música (CDAEM) und durch das Museo Nacional del  Teatro in Almagro;
  - Förderung des Tanzes in Spanien durch das Centro de la Danza;
  - Aus- und Weiterbildung für Bühnen- und Performance-Techniker im Centro de Tecnología del Espectáculo.
2. Unterstützung von öffentlichen und privaten Einrichtungen, künstlerischen Unternehmen und Gruppen (Apoyo a entidades públicas y privadas, compañías y agrupaciones artísticas):
  - Jährliche Wettbewerbe für Stipendien und Fördergelder;
  - Theaterpreis Calderón de la Barca für junge Autorinnen und Autoren;
  - Premios Nacionales für darstellende Künste und Musik zur Würdigung künstlerischer Lebenswerke und zur Förderung von herausragenden Neuschöpfungen;
  - Verdienstmedaillen für Schöne Künste (Medallas al Mérito en las Bellas Artes);
  - Staatliches Programm für Aufführungen darstellender Künste in öffentlichen Einrichtungen (PLATEA[5])
3. Institutionelle Kooperation und Beteiligung (cooperación y participación institucional) mit zahlreichen Bühnen, Festivals und Stiftungen in Spanien.

## Geschichte

### Gründung
Per Gesetz vom 30. Dezember 1984 wurden die Einrichtungen Junta Coordinadora de Actividades y Establecimientos Culturales, Teatros Nacionales y Festivales de España und Orquesta y Coros Nacionales de España abgeschafft und an ihrer Stelle die Gründung des INAEM gefordert. Diese erfolgte im April 1985 per königlichem Dekret.

### Generaldirektion
1. José Manuel Garrido Guzmán (1985–1989)
2. Adolfo Marsillach Soriano (1989–1990)
3. Juan Francisco Marco Conchillo (1990–1995)
4. Elena Posa Farras (1995–1996)
5. Tomás Marco Aragón (1996–1999)
6. Andrés Ruiz Tarazona (1999–2000)
7. Andrés Amorós Guardiola (2000–2004)
8. José Antonio Campos Borrego (2004–2007)
9. Juan Carlos Marset Fernández (2007–2009)
10. Félix Palomero González (2009–2012)
11. Miguel Ángel Recio Crespo (2012–2014)
12. Montserrat Iglesias Santos (2014–2018)
13. Amaya de Miguel Toral (2018–2022)[8]
14. Joan Francesc Marco Conchillo (2022–2024)[9]
15. María Paz Santa-Cecilia Aristu (2024-)[10]

## Organisation
| Bühnen | Tanzkompanien                                                    | Musikensembles | Theater | Dokumentation und Ausbildung |
| --- | ---------------------------------------------------------------- | --- | --- | --- |
| Auditorio Nacional de Música (ANM) Teatro de la Zarzuela (TZ) Teatro de la Comedia Teatro Valle-Inclán Teatro María Guerrero | Ballet Nacional de España (BNE) Compañía Nacional de Danza (CND) | Orquesta Nacional de España (ONE) Joven Orquesta Nacional de España (JONDE) Coro Nacional de España (CNE) Centro Nacional de Difusión Musical (CNDM) | Centro Dramático Nacional (CDN) Compañía Nacional de Teatro Clásico (CNTC) Museo Nacional del Teatro (MNT) | Centro de Documentación de las Artes Escénica y de la Música (CDAEM) Centro de Documentación Teatral (CDT) Centro de Documentación de Música y Danza (CDMyD) Centro de Tecnología del Espectáculo (CTE) |

| Präsidentschaft | | Generaldirektion |
| --- | --- | --- |
| Die Präsidentschaft berichtet an das Ministerium für Kultur und Sport. Sie ist für die Aufsicht auf hoher Ebene zuständig und genehmigt die Ministers für Kultur und Sport und ist für eine hohe Inspektion zuständig und genehmigt die übergeordneten Aktionspläne. | Die Generaldirektion ist das Exekutivorgan der INAEM. Die Generaldirektorin bzw. der Generaldirektor wird auf Vorschlag des Ministers für Kultur und Sport vom Ministerrat ernannt und gegebenenfalls entlassen. Die Verwaltungseinheiten der INAEM berichten an die Generaldirektion: | Die Generaldirektion ist das Exekutivorgan der INAEM. Die Generaldirektorin bzw. der Generaldirektor wird auf Vorschlag des Ministers für Kultur und Sport vom Ministerrat ernannt und gegebenenfalls entlassen. Die Verwaltungseinheiten der INAEM berichten an die Generaldirektion: |
| Die Präsidentschaft berichtet an das Ministerium für Kultur und Sport. Sie ist für die Aufsicht auf hoher Ebene zuständig und genehmigt die Ministers für Kultur und Sport und ist für eine hohe Inspektion zuständig und genehmigt die übergeordneten Aktionspläne. | Generalsekretariat (Secretaría General) Verantwortlich für Überwachung und Verwaltung der personellen, wirtschaftlichen, finanziellen, informationstechnischen, logistischen und materiellen Ressourcen.                                                                               | |
| Die Präsidentschaft berichtet an das Ministerium für Kultur und Sport. Sie ist für die Aufsicht auf hoher Ebene zuständig und genehmigt die Ministers für Kultur und Sport und ist für eine hohe Inspektion zuständig und genehmigt die übergeordneten Aktionspläne. | Sub-Direktion für Musik und Tanz (Subdirección General de Música y Danza) | |
| Die Präsidentschaft berichtet an das Ministerium für Kultur und Sport. Sie ist für die Aufsicht auf hoher Ebene zuständig und genehmigt die Ministers für Kultur und Sport und ist für eine hohe Inspektion zuständig und genehmigt die übergeordneten Aktionspläne. | Sub-Direktion für Theater (Subdirección General de Teatro) | |
| Die Präsidentschaft berichtet an das Ministerium für Kultur und Sport. Sie ist für die Aufsicht auf hoher Ebene zuständig und genehmigt die Ministers für Kultur und Sport und ist für eine hohe Inspektion zuständig und genehmigt die übergeordneten Aktionspläne. | Sub-Direktion für Personal-Angelegenheiten (Subdirección General de Personal) | |
| Die Präsidentschaft berichtet an das Ministerium für Kultur und Sport. Sie ist für die Aufsicht auf hoher Ebene zuständig und genehmigt die Ministers für Kultur und Sport und ist für eine hohe Inspektion zuständig und genehmigt die übergeordneten Aktionspläne. | Sub-Direktion für Wirtschaft und Verwaltung (Subdirección General Económico-Administrativa) Zuständig für die Planung und Steuerung der finanziellen Angelegenheiten. | |